# Station Sande (Noorwegen)
Station Sande is een spoorwegstation in de stad Sande in de gemeente Holmestrand in Noorse provincie Vestfold og Telemark. Het station ligt aan Vestfoldbanen. 
.

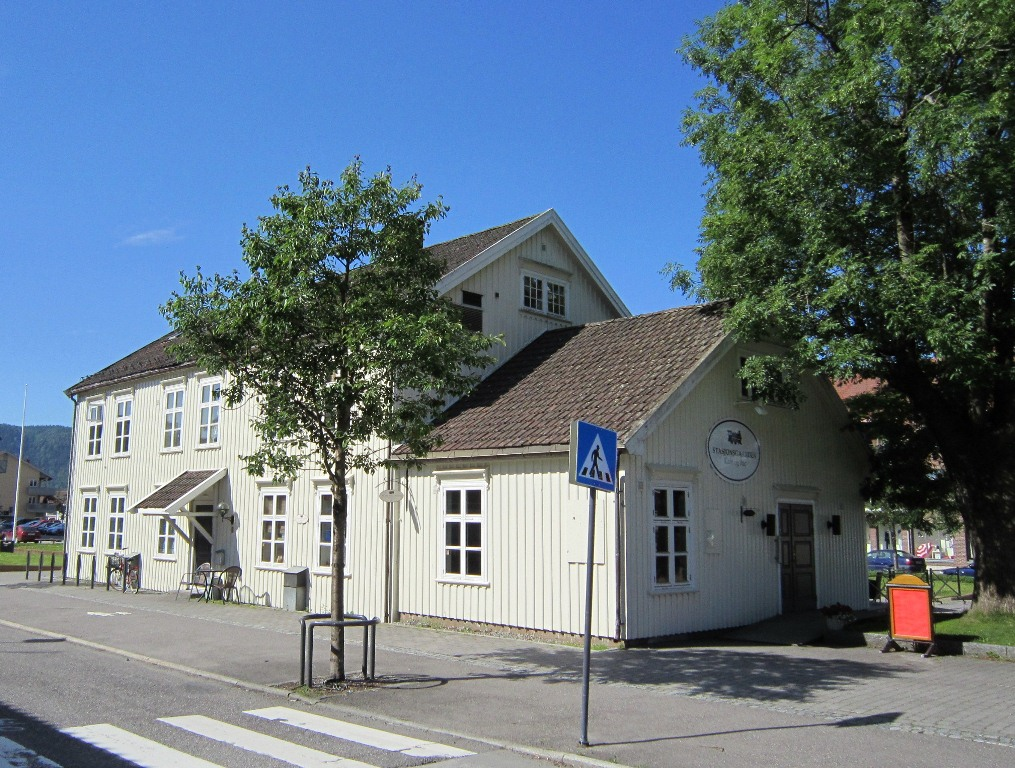
Het oude station

Het eerste station in Sande werd geopend in 1881. Het huidige station is gebouwd in 2001 als onderdeel van de aanpassing van Vestfoldbanen.